# Pietro Micheli (pittore)
Pietro Micheli (Firenze, ottobre 1685 – Imola, 10 aprile 1750) è stato un pittore italiano della scuola forlivese.

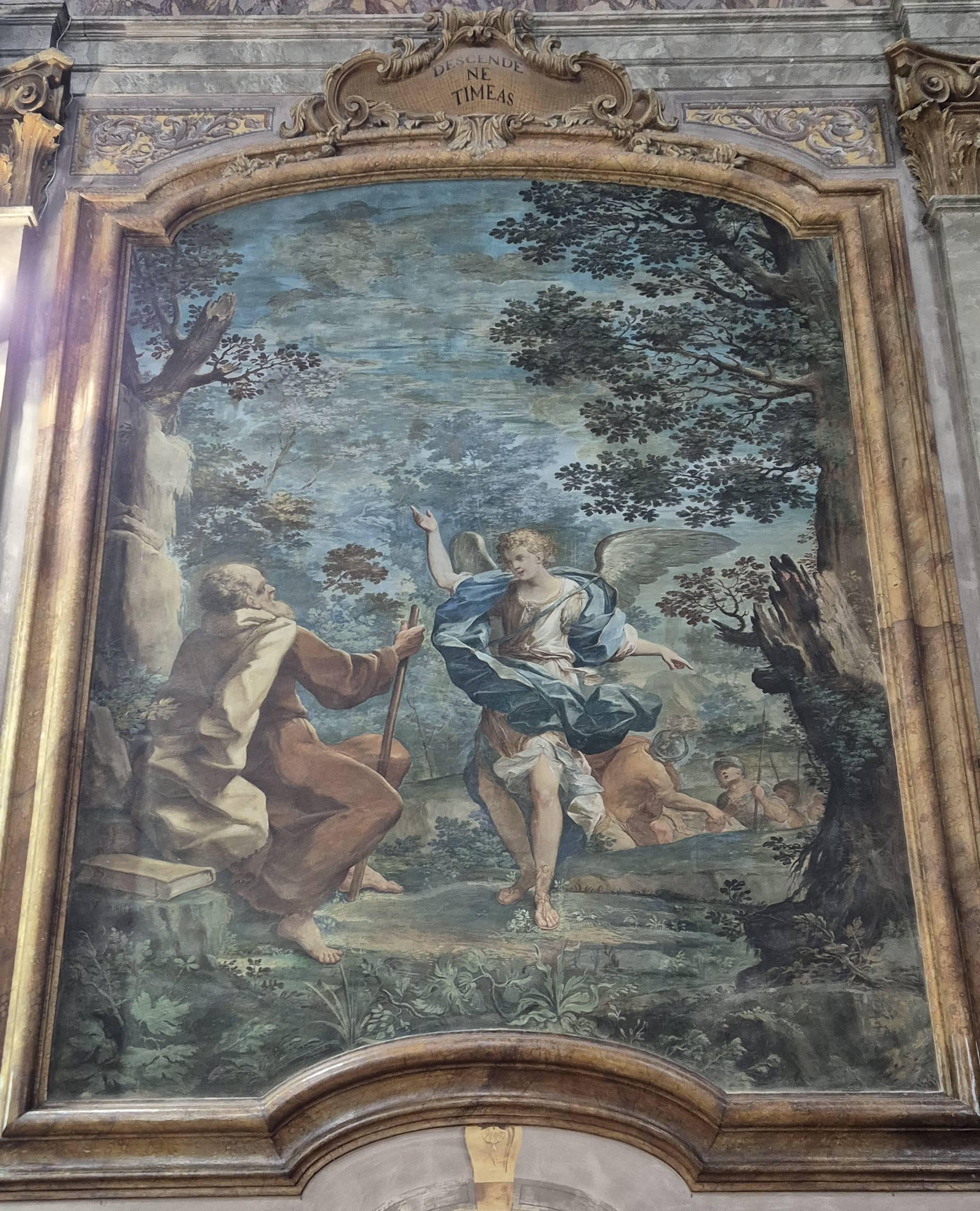
Pietro Micheli, Elia e l'angelo, 1745, tempera, Chiesa del Carmine, Forlì

Discendente da una famiglia nobile (Micheli Sanese), era figlio dell'avvocato Annibale Micheli da Torrita di Siena e di Caterina Banzi da Firenze. 
Laureatosi anch'egli in legge, preferì però l'attività pittorica, svolta a Forlì. Lasciò molte opere a olio e a tempera, nonché una serie di schizzi spiritosi e caricature, attualmente conservati presso la Biblioteca Comunale degli Intronati di Siena (provenienti da casa Ercolani di Torrita di Siena). 
Tra i suoi allievi si ricorda il forlivese Antonio Belloni.
Morì in odore di santità nel convento dei padri Cappuccini di Imola, ai quali era legato da devozione, e venne tumulato nella chiesa del convento vestito da frate cappuccino.

## Opere
- Martirio di San Bartolomeo, coro della Chiesa di San Giuseppe, all'interno del Convento dei Cappuccini di Bologna
- Predica di San Vincenzo de' Paoli, Pavia, Chiesa dei Santi Giacomo e Filippo.
- Elia e l'angelo; Elia ed Eliseo passano il fiume Giordano, 1745, tempera, Forlì, Chiesa del Carmine